# Gnathia limicola
Gnathia limicola is een pissebed uit de familie Gnathiidae. De wetenschappelijke naam van de soort is voor het eerst geldig gepubliceerd in 2007 door Ota, Tanaka & Hirose.